# Torsås kommun
Torsås kommun är en kommun i Kalmar län. Centralort är Torsås.
Området som utgör kommunen domineras av skogs- och jordbruksmark. De är även grunden för två viktiga näringsgrenar; skogs- och jordbruk. Dessa har dock kommit att överskuggas av tillverkningsindustri och turism.  
Invånarantalet ökade fram till 1980 men har därefter sjunkit stadigt fram till mitten på 2010-talet då trenden vände. Kommunpolitiken har sedan bildandet dominerats av de borgerliga partierna. Sedan 2014 har kommunen dock styrts av blocköverskridande koalitioner. 

## Administrativ historik
Kommunens område motsvarar socknarna: Gullabo (från 1871), Söderåkra och Torsås. I dessa socknar bildades vid kommunreformen 1862 landskommuner med motsvarande namn, dock Gullabo landskommun bildades 1871 genom en utbrytning ur Torsås landskommun.
Torsås municipalsamhälle inrättades 3 mars 1916 och upplöstes vid utgången av 1957. Bergkvara municipalsamhälle inrättades 7 oktober 1921 och upplöstes vid utgången av 1955.
Vid kommunreformen 1952 införlivades Gullabo landskommun i Torsås landskommun.
Torsås kommun bildades vid kommunreformen 1971 av Torsås och Söderåkra landskommuner.
Kommunen ingick från bildandet till 1982 i Möre och Ölands domsaga och kommunen ingår sedan 1982 i Kalmar domsaga.

## Geografi
Kommunen är Kalmar läns sydligaste och ligger vid Smålandskusten vid södra delen av Kalmarsund. Den gränsar i norr till Kalmar kommun, i väster till Emmaboda kommun och i söder till Karlskrona kommun i Blekinge län.

### Topografi och hydrografi
I kommunens västra del utgörs berggrunden av urberg med en flack överyta. Den täcks av morän klädd med barrskog samt av isälvsavlagringar i form av rullstensåsar. Öster om centralorten utgörs berggrunden främst av sandsten. Landskapet domineras av en flack och öppen slätt som delvis är uppodlad  eller brukas som betesmark. I Kalmarsund finns små öar bestående av flacka moränholmar med ett rikt fågelliv. Udden Örarevet är en utbildad rullstensås.
Nedan presenteras andelen av den totala ytan 2020 i kommunen jämfört med riket.
|  | Bebyggelse (4,5 %) |

|  | Skog (73,2 %) |

|  | Öppen myrmark (0,8 %) |

|  | Jordbruksmark (14,5 %) |

|  | Övrig mark (6,9 %) |

|  | Bebyggelse (3,1 %) |

|  | Skog (68,0 %) |

|  | Öppen myrmark (7,2 %) |

|  | Jordbruksmark (7,4 %) |

|  | Övrig mark (14,3 %) |

### Naturskydd
År 2023 fanns tre naturreservat i Torsås kommun: Örarevet, Strömby och Gullaboås. Den förstnämnda bildades 2010 och är 239 hektar. Den utgörs av en rullstensås och är en hemvist för fågelarter som kanadagås, vigg, strandskata, roskarl, kentsk tärna och småtärna. Det är begränsad växtlighet men där hittas arter som strandkrypa, kustarun, bunge och klöverärt. Strömby bildades 2002 och är 108,1 hektar. Reservatet domineras av  gammal skog. Där trivs flera signalarter och rödlistade växtarter så som vedtrappmossa, tallticka och gransotdyna.
Även Gullaboås bildades 2002. Reservatet omfattar 25,8 hektar och hyser skog i olika åldrar. I reservatet har signalarter som  rörsvepemossa, blåmossa, långfliksmossa och gammelgranslav påträffats.

### Administrativ indelning
Fram till 2016 var kommunen för befolkningsrapportering indelad i tre församlingar: Gullabo församling, Söderåkra församling och Torsås församling.

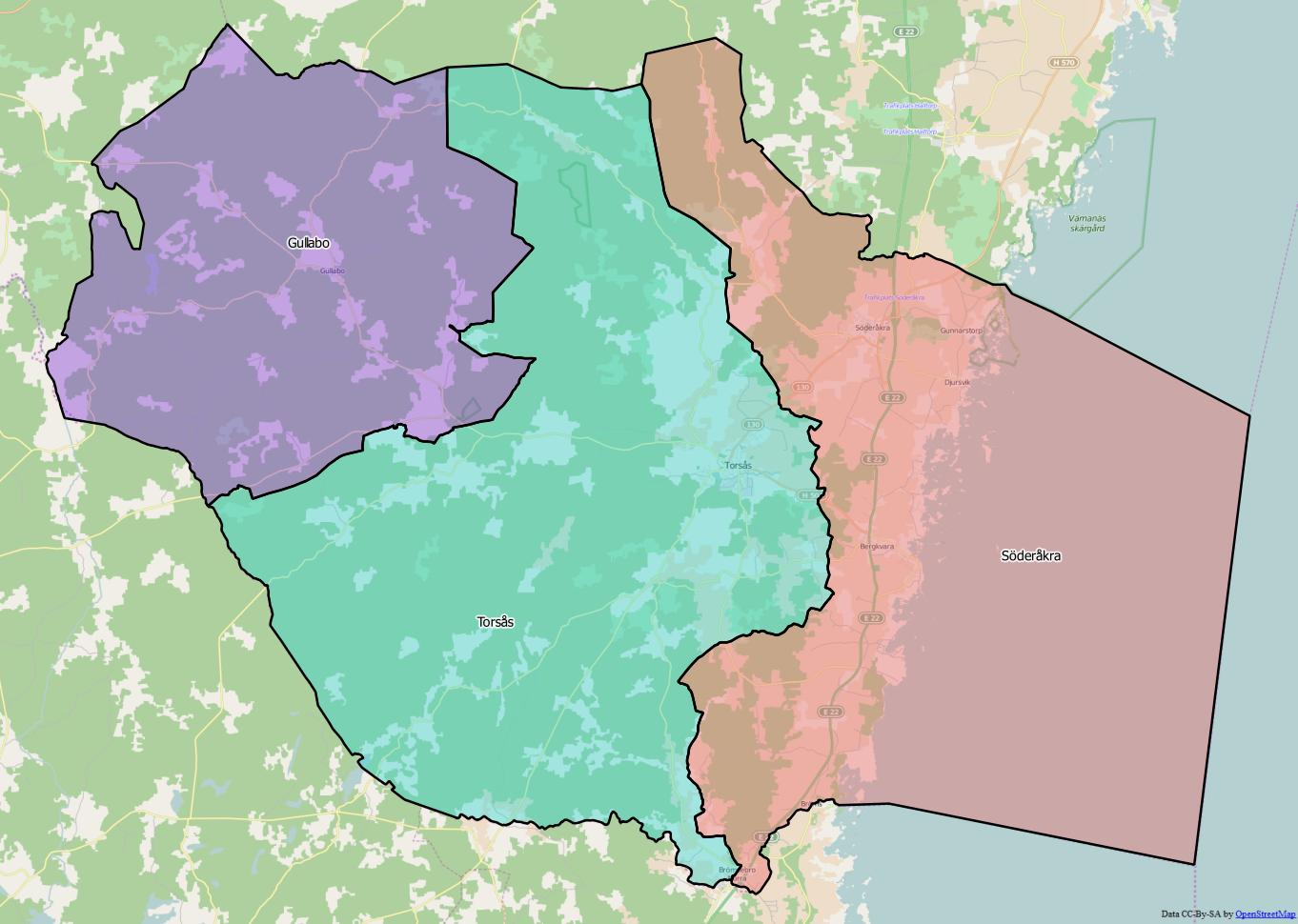
Distrikt (socknar) inom Torsås kommun

Från 2016 indelas kommunen istället i tre  distrikt, vilka motsvarar de tidigare socknarna: Gullabo, Söderåkra och Torsås.

### Tätorter
Det finns tre tätorter i Torsås kommun.
I tabellen presenteras tätorterna i storleksordning per den 31 dec 2015. Centralorten är i fet stil.
| Nr | Tätort    | Befolkning |
| -- | --------- | ---------- |
| 1  | Torsås    | 2 000      |
| 2  | Bergkvara | 1 021      |
| 3  | Söderåkra | 943        |

## Styre och politik

### Styre
I Torsås styr en koalition bestående av Socialdemokraterna, Moderata samlingspartiet, Centerpartiet och Vänsterpartiet.
| År        | Partier | Partier | Partier | Partier | Partier | Partier | Antal mandat | Stödparti(er) | Stödparti(er) |
| --------- | ------- | ------- | ------- | ------- | ------- | ------- | ------------ | ------------- | ------------- |
| 1970-1973 | C       | M       | FP      | KD      |         |         | 28 av 41     |               |               |
| 1973-1976 | C       | M       | FP      | KD      |         |         | 28 av 41     |               |               |
| 1976-1979 | C       | M       | FP      | KD      |         |         | 27 av 41     |               |               |
| 1979-1982 | C       | M       | FP      | KD      |         |         | 26 av 41     |               |               |
| 1982-1985 | C       | M       | FP      | KD      |         |         | 26 av 41     |               |               |
| 1985-1988 | C       | M       | FP      | KD      |         |         | 26 av 41     |               |               |
| 1988-1991 | C       | M       | KD      | FP      |         |         | 23 av 41     |               |               |
| 1991-1994 | C       | M       | KD      | FP      |         |         | 26 av 41     |               |               |
| 1994-1998 | C       | M       | KD      | FP      |         |         | 19 av 35     |               |               |
| 1998-2002 | C       | M       | KD      | FP      |         |         | 21 av 35     |               |               |
| 2002-2006 | C       | M       | KD      | FP      |         |         | 19 av 35     |               |               |
| 2006-2007 | S       | TP      | V       |         |         |         | 18 av 35     |               |               |
| 2007-2010 | S       | V       |         |         |         |         | 11 av 35     | TP            |               |
| 2010-2014 | C       | M       | KD      | L       |         |         | 18 av 35     |               |               |
| 2014-2018 | S       | M       | L       | MP      | KD      | V       | 19 av 35     |               |               |
| 2018-2022 | S       | M       | L       | KD      | V       |         | 19 av 35     |               |               |
| 2022-     | S       | C       | M       | V       |         |         | 21 av 35     |               |               |

### Kommunfullmäktige

#### Presidium
| Presidium 2022–2026    | Presidium 2022–2026 | Presidium 2022–2026  |
| ---------------------- | ------------------- | -------------------- |
| Ordförande             | S                   | Ann-Britt Mårtensson |
| Förste vice ordförande | M                   | Magnus Nilsén        |
| Andre vice ordförande  | SD                  | Martin Kirchberg     |

#### Mandatfördelning 1970–2022
| 13 | 16 | 3 | 2 | 7 |

| 36 |

| 13 | 17 | 2 | 2 | 7 |

| 36 |

| 13 |  | 16 | 2 | 2 | 7 |

| 34 | 7 |

| 15 | 14 | 2 | 2 | 8 |

| 31 | 10 |

| 15 | 15 | 2 | 2 | 7 |

| 32 | 9 |

| 15 | 13 | 3 | 2 | 8 |

| 33 | 8 |

|  | 15 | 2 | 14 | 2 | 2 | 5 |

| 30 | 11 |

|  | 12 | 2 | 15 | 2 | 3 | 6 |

| 30 | 11 |

|  | 12 | 3 | 12 |  |  | 5 |

| 27 | 8 |

| 2 | 10 | 2 | 13 |  | 3 | 4 |

| 22 | 13 |

|  | 13 | 2 | 11 |  | 3 | 4 |

| 19 | 16 |

|  | 10 |  | 7 | 9 |  | 2 | 4 |

| 20 | 15 |

|  | 12 |  | 2 |  | 11 |  | 2 | 4 |

| 19 | 16 |

|  | 11 |  | 6 | 10 | 2 |  | 3 |

| 18 | 17 |

|  | 11 | 7 |  | 8 | 2 | 2 | 3 |

| 20 | 15 |

| 2 | 10 |  | 10 | 6 |  | 2 | 3 |

| 19 | 16 |

### Nämnder

#### Kommunstyrelse
| Presidium 2022–2026    | Presidium 2022–2026 | Presidium 2022–2026  |
| ---------------------- | ------------------- | -------------------- |
| Ordförande             | S                   | Henrik Nilsson Bokor |
| Förste vice ordförande | C                   | Sten Bondeson        |
| Andre vice ordförande  | SD                  | Janita Kirchberg     |

#### Övriga nämnder
Avser mandatperioden 2022–2026:
| Nämnd                     | Ordförande | Ordförande      | Förste vice ordförande | Förste vice ordförande | Andre vice ordförande | Andre vice ordförande | Andre vice ordförande |
| ------------------------- | ---------- | --------------- | ---------------------- | ---------------------- | --------------------- | --------------------- | --------------------- |
| Bildningsnämnden          | C          | Maria Hultenius | S                      | Amanda Sadicki         | SD                    | Janita Kirchberg      |                       |
| Bygg- och miljönämnden    | S          | Hans Larsson    | C                      | Lisa Klasson           | SD                    | Markus Roach          |                       |
| Socialnämnden             | S          | Linnea Wedin    | C                      | Linda Eriksson         | SD                    | Melker Lyth           |                       |
| Drift- och servicenämnden | S          | Ulf Pettersson  | C                      | Christofer Johansson   | SD                    | Bo Holgersson         |                       |
| Valnämnden                | S          | Ulf Pettersson  | SD                     | Bo Holgersson          |                       |                       |                       |

## Ekonomi och infrastruktur

### Näringsliv
Handel, sjöfart, jord- och skogsbruk var tidigare grunden för det lokala näringslivet. Dessa har kommit att överskuggas av tillverkningsindustri och turism, även om jordbruket på kustslätten och skogsbruket i inlandet fortfarande är av betydelse. Bland industriföretag kan nämnas Yaskawa Nordic AB samt fjädertillverkarna Spring Systems AB och Spinova AB.

### Infrastruktur

#### Transporter
Längs kusten löper Europaväg 22 från söder till norr. Genom kommunen går även länsväg 130.

## Befolkning

### Demografi

#### Befolkningsutveckling
Kommunen har 6 938 invånare (31 mars 2025), vilket placerar den på 250:e plats avseende folkmängd bland Sveriges kommuner.
| Befolkningsutvecklingen i Torsås kommun 1970–2020 | Befolkningsutvecklingen i Torsås kommun 1970–2020 | Befolkningsutvecklingen i Torsås kommun 1970–2020 | Befolkningsutvecklingen i Torsås kommun 1970–2020 | Befolkningsutvecklingen i Torsås kommun 1970–2020 |
| ------------------------------------------------- | ------------------------------------------------- | ------------------------------------------------- | ------------------------------------------------- | ------------------------------------------------- |
|                                                   |                                                   |                                                   |                                                   |                                                   |
| År                                                |                                                   |                                                   | Folkmängd                                         |                                                   |
| 1970                                              | 1970                                              |                                                   | 7 574                                             |                                                   |
| 1975                                              | 1975                                              |                                                   | 7 670                                             |                                                   |
| 1980                                              | 1980                                              |                                                   | 7 923                                             |                                                   |
| 1985                                              | 1985                                              |                                                   | 7 870                                             |                                                   |
| 1990                                              | 1990                                              |                                                   | 7 873                                             |                                                   |
| 1995                                              | 1995                                              |                                                   | 7 852                                             |                                                   |
| 2000                                              | 2000                                              |                                                   | 7 468                                             |                                                   |
| 2005                                              | 2005                                              |                                                   | 7 240                                             |                                                   |
| 2010                                              | 2010                                              |                                                   | 6 962                                             |                                                   |
| 2015                                              | 2015                                              |                                                   | 6 943                                             |                                                   |
| 2020                                              | 2020                                              |                                                   | 7 149                                             |                                                   |

#### Utländsk bakgrund
Den 31 december 2014 utgjorde antalet invånare med utländsk bakgrund (utrikes födda personer samt inrikes födda med två utrikes födda föräldrar) 679, eller 9,81 % av befolkningen (hela befolkningen: 6 925 den 31 december 2013). Den 31 december 2002 utgjorde antalet invånare med utländsk bakgrund enligt samma definition 391, eller 5,36 %.

#### Invånare efter de vanligaste födelseländerna
Den 31 december 2014 utgjorde folkmängden i Torsås kommun 6 925 personer. Av dessa var 607 personer (8,8 %) födda i ett annat land än Sverige. I denna tabell har de nordiska länderna samt de 12 länder med flest antal utrikes födda (i hela riket) tagits med. En person som inte kommer från något av de här 17 länderna har istället av Statistiska centralbyrån förts till den världsdel som deras födelseland tillhör.
| Födelseland      | Födelseland                       | Födelseland |
| ---------------- | --------------------------------- | ----------- |
| 31 december 2014 |                                   |             |
| 1                | Sverige                           | 6 318       |
| 2                | Tyskland                          | 95          |
| 3                | Europeiska unionen: Övriga länder | 72          |
| 4                | Polen                             | 71          |
| 5                | Asien: Övriga länder              | 54          |
| 6                | Syrien                            | 43          |
| 7                | Danmark                           | 39          |
| 8                | Finland                           | 33          |
| 9                | Afrika: Övriga länder             | 32          |
| 10               | Bosnien och Hercegovina           | 29          |
| 11               | Thailand                          | 22          |
| 12               | Sydamerika                        | 18          |
| 13               | Turkiet                           | 15          |
| 14               | Europa utom EU: Övriga länder     | 14          |
| 14               | Nordamerika                       | 14          |
| 16               | Afghanistan                       | 13          |
| 17               | / SFR Jugoslavien/FR Jugoslavien  | 10          |
| 17               | Kina                              | 10          |
| 19               | Norge                             | 9           |
| 20               | Somalia                           | 4           |
| 21               | Iran                              | 3           |
| 22               | Irak                              | 2           |
| 22               | Island                            | 2           |
| 22               | Sovjetunionen                     | 2           |
| 25               | Oceanien                          | 1           |
| 26               | Okänt födelseland                 | 0           |

## Kultur

### Kulturarv
Ett av kulturarven i kommunen är minnesstenen över freden vid Brömsebro. Den restes på en holme i Brömsebäcken, den bäck som utgjorde gränsen mellan Sverige och Danmark men som nu utgör gränsen mellan Kalmar län och Blekinge län. I kommunen finns Olssonska gården som är registrerad som den första handelsboden i Kalmar län. Byggnaden är uppförd på 1700-talet och var en av de ursprungliga gårdarna i kyrkbyn Torsås. Den är förklarad byggnadsminne.

### Kommunvapen
Blasonering: Sköld genom ett mantelsnitt delad av rött och av guld, vari en röd torshammare med huvudet uppåt.
Torsås kommunvapen återger ortnamnet, där snittet är "åsen" och hammaren är guden Tors. Det fastställdes för landskommunen 1955 av Kungl. Maj:t och registrerades för kommunen hos PRV 1974.
En annan känd symbol för kommunen är Torsåstuppen, en slöjdad tupp gjord ur ett björkstycke.